# Metroferrovia di Messina Sud
La metroferrovia di Messina è un servizio ferroviario suburbano, ad uso dei principali quartieri e frazioni della zona Sud della città, che si svolge sui primi 15 km binari della ferrovia Messina-Siracusa. Viene chiamata anche Metroferrovia Messina-Giampilieri. 

## Storia
Il servizio è attivo dal 2010, sulla tratta Messina-Giampilieri della ferrovia Messina-Siracusa ed è gestita da Rete Ferroviaria Italiana. Interessa 10 stazioni su 15 km interamente elettrificati e a doppio binario; le stazioni e le fermate servono i quartieri e le frazioni litoranee della zona sud della città di Messina.
Dal 1º maggio 2021, in seguito a un accordo tra Trenitalia e ATM (l'azienda di trasporto urbano di Messina) è stato istituito il biglietto unico e la nuova tariffa metropolitana.

Il percorso della metroferrovia di Messina

## Fermate
- Messina Centrale
- Gazzi
- Contesse
- Tremestieri
- Mili Marina
- Galati
- Santo Stefano
- Ponte Schiavo
- Briga (San Paolo)
- Giampilieri[5]